# Frantic Romantic
Frantic Romantic är det andra studioalbumet av Jermaine Stewart, utgivet av Arista Records. Albumutgivningen föranleddes av huvudsingeln "We Don't Have to Take Our Clothes Off" som nådde femteplatsen på amerikanska singellistan Billboard Hot 100.

## Mottagande

### Professionella recensioner
Allmusic gav albumet fyra av fem stjärnor och listade det bland deras "Album Picks". Cash Box var positiva i deras recension av albumet och skrev: "Det är en mästerlig blandning av drivande, intensiva låtar som 'We Don't Have to Take Our Clothes Off' och varsamma, känsloväckande ballader som 'Don't Ever Leave Me'. [...] Frantic Romantic framträder som ett rikt och varierat album. Det kommer sannolikt snabbt gå varmt på R&B-marknaden." Recensenten sammanfattade: "Det här albumet bevisar återigen Stewarts mästerskap som både sångare och kompositör".

## Låtlista
| 1. | "We Don't Have to Take Our Clothes Off" | Preston Glass Narada Michael Walden | Walden                   | 4:54 |
| 2. | "Dance Floor"                           | Jermaine Stewart Roy Carter         | John "Jellybean" Benitez | 4:45 |
| 3. | "Jody"                                  | Stewart Walden Jeffrey Carter       | Walden                   | 5:35 |
| 4. | "Versatile"                             | Stewart Jakko J.                    | Benitez                  | 4:01 |
| 5. | "Frantic Romantic"                      | Stewart Glass Walden                | Walden                   | 4:33 |
| 6. | "Don't Ever Leave Me"                   | Stewart Cohen Stewart               | Walden                   | 5:03 |
| 7. | "Out to Punish"                         | Stewart Glass Walden                | Walden                   | 4:54 |
| 8. | "Moonlight Carneval"                    | Stewart Glass Jakko J.              | Walden                   | 4:47 |
| 9. | "Give Your Love to Me"                  | Stewart Jakko J.                    | Walden                   | 4:08 |

## Topplistor

### Veckolistor
| Lista (1986)                     | Högsta position |
| -------------------------------- | --------------- |
| USA Billboard Top Pop Albums     | 32              |
| USA Top Black Albums (Billboard) | 31              |

## Utgivningshistorik
| Land | Datum           | Utgåva   | Format        | Skivbolag | Ref.        |
| ---- | --------------- | -------- | ------------- | --------- | ----------- |
| USA  | 22 januari 1986 | Standard | CD LP kassett | Arista    | [ 2 ] [ 3 ] |